# Цертий, Николай Мефодиевич
Николай Мефодьевич Цертий (укр. Микола Мефодійович Цертій; 28 октября 1930, Новоукраинка — 12 марта 2001, там же) — колхозник, бригадир тракторной бригады колхоза «Россия» Новоукраинского района Кировоградской области. Герой Социалистического Труда. Заслуженный наставник молодёжи Украинской ССР.

## Биография
Рано остался сиротой, отец погиб во время Великой Отечественной войны под Яссами. Мать часто болела, чтобы помочь матери и трём сёстрам, во время каникул Николай работал прицепщиком. После окончания в 1947 году неполной средней школы, устроился на работу в Малопомичнянскую МТС, где с 1947 по 1954 год работал трактористом.
В 1954—1955 учился на курсах повышения квалификации в Бобринецком училище механизаторов. Окончив курсы, стал помощником бригадира и работал до 1957 года. С 1957 по 1959 год — механик колхоза «Россия». После реорганизации МТС Николай Цертий в 1960 году возглавил тракторную бригаду колхоза «Россия».
С 1960 по 1994 год работал бригадиром тракторной бригады № 1 колхоза «Россия» Новоукраинского района Кировоградской области.
Всегда был на передовой борьбы за высокие урожаи. Умел мобилизовать коллектив механизаторов на преодоление новых рубежей. С 1133 гектаров зернового поля собирал по 37,2 центнера хлеба, по 43,6 озимой пшеницы, поэтому бригаде не раз присуждали переходящее Красное знамя.
За получение богатого урожая и высокие выработки был награждён двумя орденами Ленина, Золотой Звездой Героя Социалистического Труда, а также орденом Октябрьской Революции, медалью «Ветеран труда» и «За трудовую доблесть».
Президиум Верховного Совета Украинской ССР за заслуги в повышении профессионального мастерства и трудовом воспитании работающей молодежи, успехи в выполнении производственных заданий и социалистических обязательств в 1987 году присвоил Николаю Цертию почётное звание «Заслуженный наставник молодежи Украинской ССР».
С 1994 года по 2000 год работал механиком по ремонту агротехники.

## Награды
- Орден Ленина (1971)
- Орден Ленина (1977)
- Медаль «Серп и Молот» (1977)
- Орден Октябрьской Революции (1983)
- медаль «За трудовую доблесть»
- медаль «Ветеран труда»
- Заслуженный наставник молодёжи Украинской ССР (1987)